# 中瀬奏
中瀬 奏（なかせ かな、6月16日 - ）は、日本の元地下アイドル。
旧芸名は相沢 愛美(あいざわ あいみ)。

## 来歴・人物
1999年劇団シアターリユニオンに参加し、劇団の自主制作映画「セカンドサイト」で、栃木県内で開催された自主制作映画祭にて主演女優賞受賞。
同年10月、舞夢プロモーション(現・舞夢プロ)に研修生として所属。
2000年2月29日、スキヤキ!!ロンドンブーツ大作戦のコーナー、「ヤミスキ」にてテレビ初出演。
2004年頃、綾依夏子、井上聖子らと、アイドルユニットAINaとして活動していた。
2005年、活動停止。

## 出演

### テレビ番組
- スキヤキ!!ロンドンブーツ大作戦 ヤミスキ「仲良しタレント5人組」（2000年2月29日放送分、相沢愛美名義）
- FNNスピーク 夏休み企画「21世紀初めての夏休み」（2001年8月21日放送分）

### 雑誌
- 週刊ヤングマガジン カモンゲッチュー（1999年）

掲載時に、編集Iなる人物に、少なくとも俺は好みじゃない などとコメントされている。

### 自主製作映画
- セカンドサイト（1999年）
- EMI －映見－（2001年） - 吉田佳代 役

映画のロケ風景が、FNNスピーク内の企画で放送された。